# Fonteana
Fonteana es una localidad caboverdiana del municipio de Santa Catarina.

## Geografía
La localidad está situada en la isla de Santiago.

## Organización territorial
La localidad abarca los lugares y barrios de:
- Achada Braz
- Cabeça Carreira
- Chororó de Fonte Ana
- Cruz de Cima
- Fonteana
- Fontianinho
- Fortaleza
- Ilhéu
- Lém de Almada
- Pedraça
- Vila Cantor